# Neuenburg (Friesland)
Neuenburg (ⓘ) in der Friesischen Wehde ist ein Ortsteil der Gemeinde Zetel im Landkreis Friesland in Niedersachsen. Der Ort ist staatlich anerkannter Erholungsort und ist heute in erster Linie durch den Neuenburger Urwald bekannt.

## Geschichte

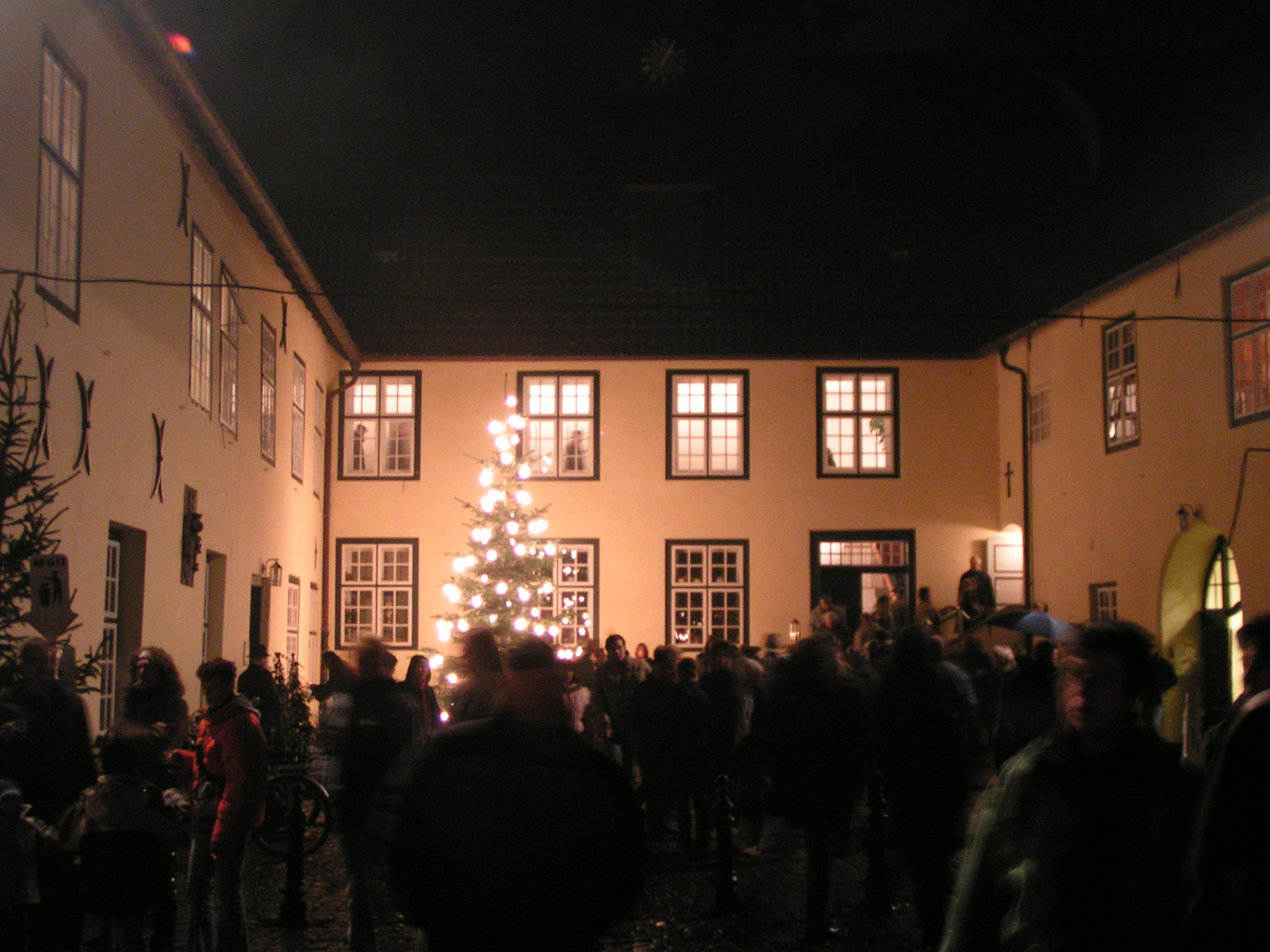
Weihnachtsmarkt auf Schloss Neuenburg

Im Jahre 1462 erhob der Oldenburger Graf Gerd der Mutige Anspruch auf die Friesische Wehde und baute darum an der Grenzscheide zu Ostfriesland die Burg Neuenburg (Nige Borg). Gegen Ende des 16. Jahrhunderts wurde die Festung zu einem repräsentativen Wohnschloss umgebaut. Heute befinden sich im Schloss ein vogelkundliches Museum, die Schlosskapelle der evangelisch-lutherischen Gemeinde sowie der Trausaal, der zugleich als Sitzungssaal des Zeteler Gemeinderates dient.
1867 wurden die „Schulachten“ (=Schulbezirke) Afterde und Neuenburg und ein Teil der Bauerschaft Schweinebrück aus ihren bisherigen Verbindungen mit den Gemeinden Zetel und Bockhorn gelöst und zu einer neuen Gemeinde Neuenburg vereinigt.
Am 1. Juli 1972 wurde Neuenburg in die Nachbargemeinde Zetel eingegliedert.

## Natur

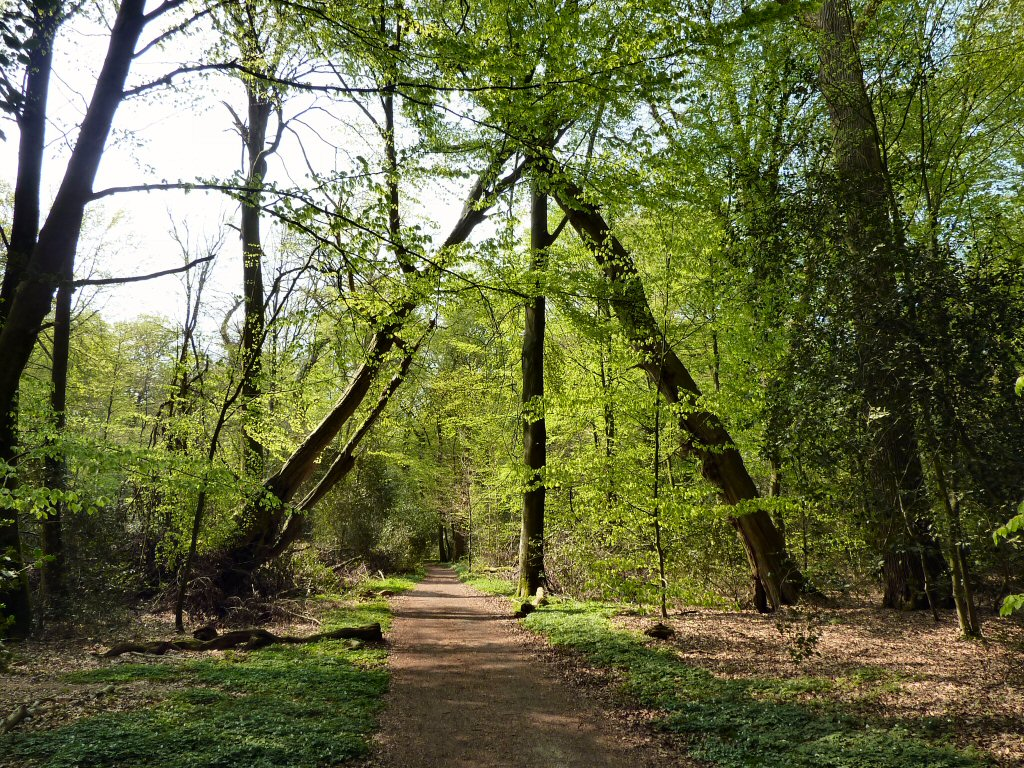
Bäume am Hauptweg bilden ein natürliches Tor

Der Neuenburger Urwald ist das Kernstück des 640 ha großen Neuenburger Holzes und war früher ein Weidegebiet für Pferde, Rinder, Schweine und Gänse. Seit 1917 ist das Weiden verboten und der Wald wurde 1938 Naturschutzgebiet. 2019 ging das Naturschutzgebiet im neu ausgewiesenen Naturschutzgebiet „Neuenburger Holz“ auf, das nahezu das gesamte Waldgebiet umfasst.
In der Nachkriegszeit wurde etwa die Hälfte des Urwaldes von den Bewohnern der umliegenden Ortschaften als Brennholz vernichtet. In dem verbleibenden Rest wachsen mächtige Eichen und Buchen ohne Zutun des Menschen und es ist zu beobachten, dass sich der Eichen-Buchenbestand zugunsten des letzteren verändert. Die Buchen belauben sich früher als die Eichen, nehmen den Eichen das Licht und ersticken sie mit der Zeit. Heute sind aus den 800-jährigen Eichen zum großen Teil Ruinen geworden. Dennoch ist der Urwald ein beliebtes Ausflugsziel geblieben, denn es gibt hier noch Pflanzen und Tiere zu sehen, die anderswo schon selten geworden sind. Die 400 Jahre alte Rauchkate, die früher am Rande des Urwaldes stand, wurde 1964 in die Nähe des Schlosses versetzt und als Museum eingerichtet.

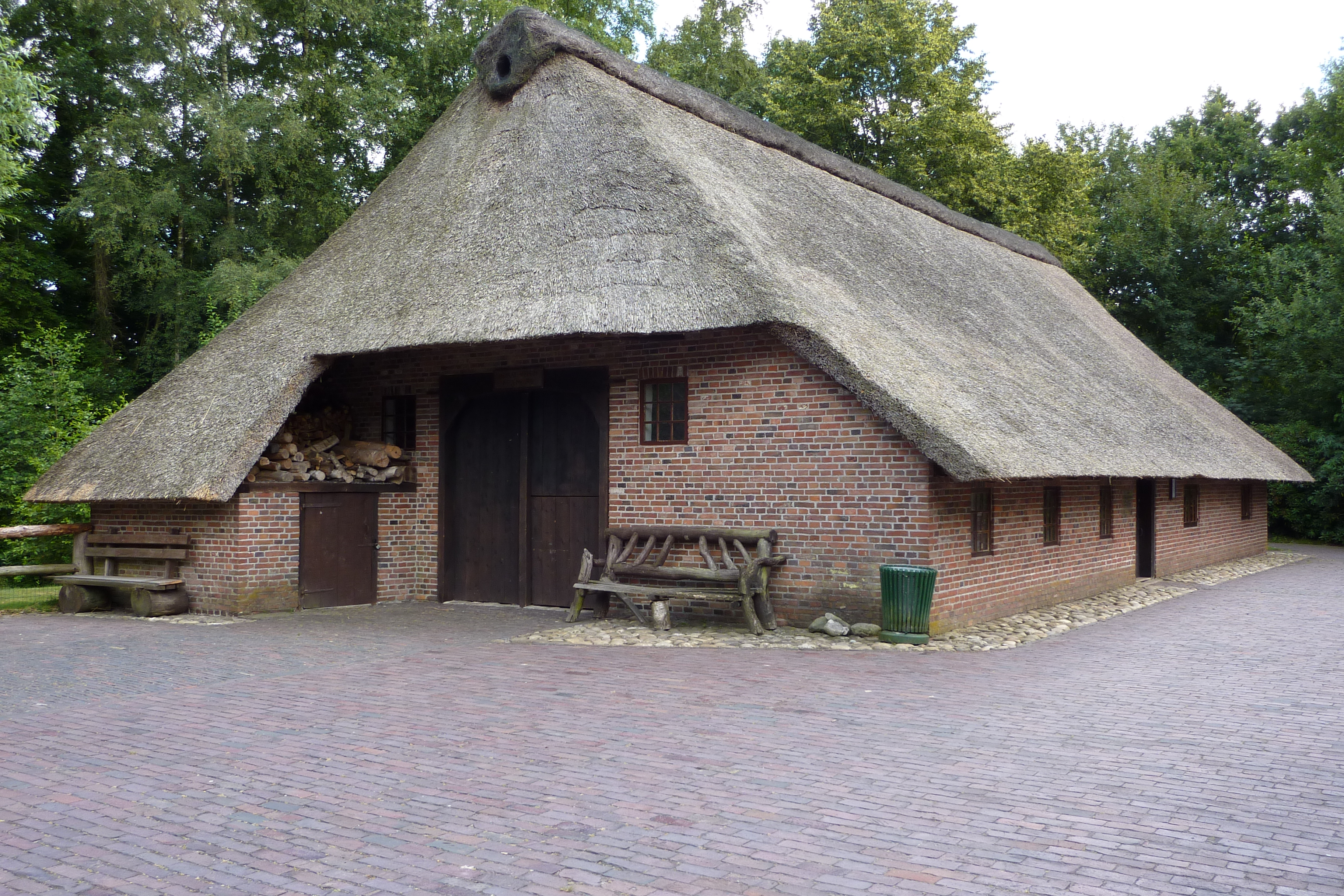
Reetdachhaus der Rauchkate

Neuenburg ist Sitz eines Landesforstamtes, von dem aus Staatsforsten in Ostfriesland, im Ammerland sowie in den Landkreisen Friesland, Oldenburg und Wesermarsch verwaltet werden.

## Verkehr

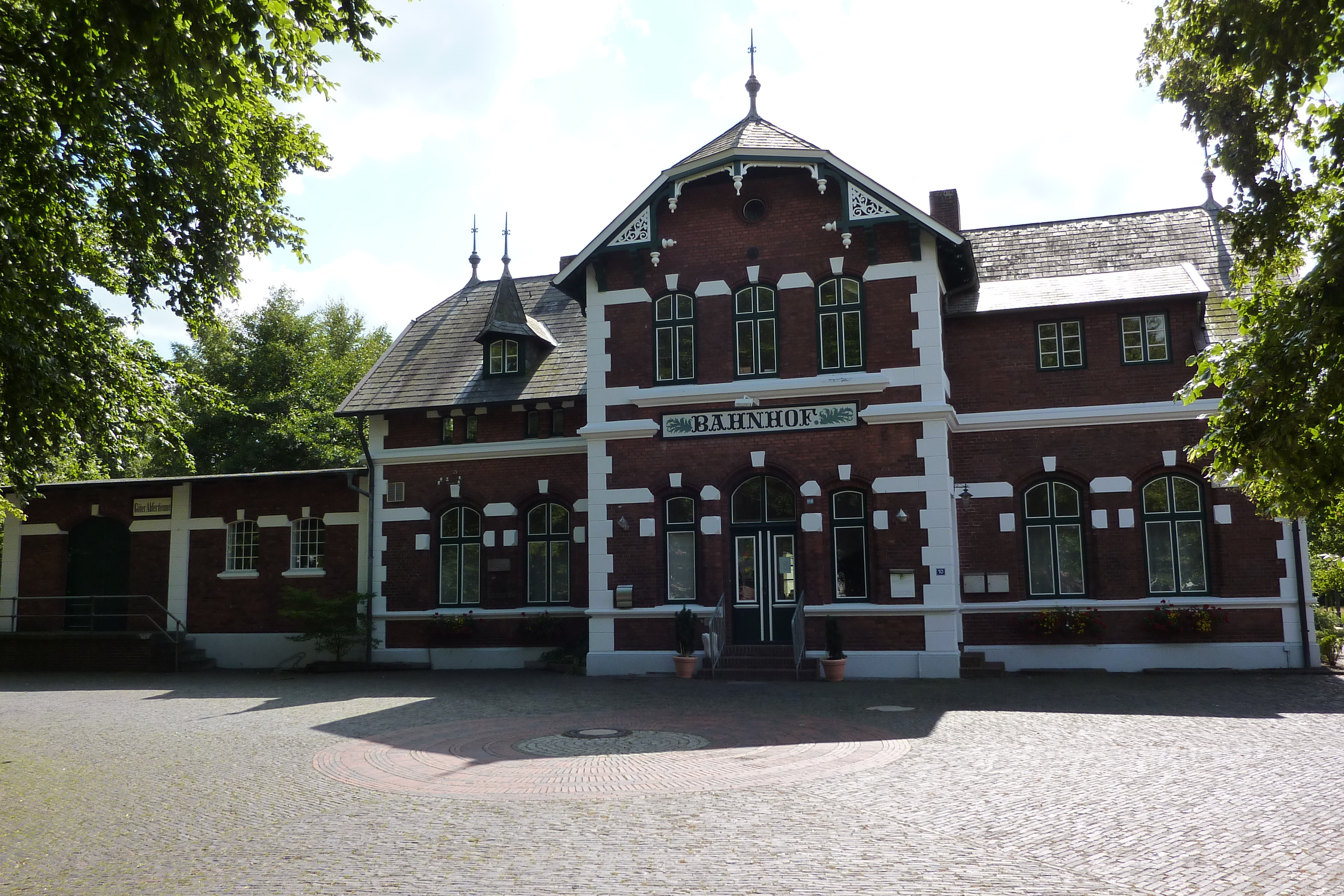
Alter Bahnhof Neuenburg

Neuenburg wird über die Bundesstraße B 437 von Friedeburg nach Stotel an die Autobahn A29 angeschlossen. Im Ort kreuzt die Landesstraße L815 die Bundesstraße. Neuenburg war früher Endstation einer der Vareler Nebenbahnen, die den Betrieb zum 31. Dezember 1991 einstellte.

## Regelmäßige Veranstaltungen
Im Sommer findet alljährlich der Neuenburger Markt statt.
Seit mehr als 60 Jahren veranstaltet der örtliche Handballverein SSV Neuenburg e. V. (heute HSG Neuenburg/Bockhorn) zu Pfingsten sein traditionelles Handball-Rasenturnier. Dabei begrüßt das „O-Team“ jedes Jahr bis zu 80 Mannschaften aus der gesamten Bundesrepublik, die dann in vier Turnieren um die Preisgelder spielen. Dabei treten am Samstag die leistungsschwächeren sowie „Jux“- und Hobbymannschaften auf den bis zu fünf Spielfeldern an. Am Sonntag finden dann die Turniere der leistungsstärkeren Mannschaften statt. Am Freitagabend wird dabei in einem Spassturnier mit wechselnden Spielen (z. B. „Forest-Games“ und Menschenkickerturnier) das Wochenende eingeläutet. Am Freitag- und Samstagabend finden dann große Zeltfeten in dem Festzelt statt.
In Moorwinkelsdamm jedes Jahr im Mai das internationale Motorrad-Speedwayrennen MASTER OF SPEEDWAY unter Flutlicht.

## Persönlichkeiten
- Dorothea Fuhrken (um 1722–1775), deutsche Dichterin
- Julius Preller (1834–1914), Landschaftsmaler
- Karl Bunje (1897–1985), niederdeutscher Schriftsteller
- Karl-Heinz Buchholz (1914–1958), Jurist und Politiker
- Roland Hanewald (* 1942), Reiseautor und Journalist
- Karl-Heinz Däke (1943–2023), Präsident des Bundes der Steuerzahler
- Karin Evers-Meyer (* 1949), Politikerin, Beauftragte der Bundesregierung für die Belange behinderter Menschen
- Heiko Daxl (1957–2012), Medienkünstler und Ausstellungskurator
- Johannes Bitter (* 1982), Handballtorwart in der Jugend der HSG Neuenburg/Bockhorn, Weltmeister 2007